# Stig Westerberg
Pour les articles homonymes, voir Westerberg.
Stig Westerberg est un chef d'orchestre suédois, né à Malmö (Suède) le 26 novembre 1918 et décédé à Lidingö (Suède) le 1er juillet 1999.

## Biographie
Stig Westerberg a dirigé l'orchestre symphonique de la radio suédoise pendant 25 ans, de 1958 à 1983. Il a contribué dans une large mesure à la découverte de compositeurs suédois comme Hugo Alfvén, Kurt Atterberg,  Allan Pettersson ou Wilhelm Stenhammar dont il a joué la musique, et qu'il a enregistrés.